# Basenanaloga
Basenanaloga sind Analoga der Nukleinbasen und zählen zu den Antimetaboliten. Sie können das Erbmaterial einer Zelle verändern. Die mutagene Wirkung beruht auf der Veränderung einzelner Nukleinbasen der DNA.
Basenanaloga sind den Nukleinbasen der DNA chemisch ähnlich und unterscheiden sich von ihnen oft nur in einer aktiven Gruppe. Durch die Änderung der Molekülstruktur sind diese Basen in der Lage, mit verschiedenen Basen komplementär zu paaren, welches eine Punktmutation in der DNA hervorrufen kann. Durch eine Punktmutation in einem Gen kann das daraus gebildete Protein auch eine Mutation aufweisen und ist möglicherweise nicht mehr funktionell.
Basenanaloga können in vitro bzw. in vivo durch Verknüpfung mit einem Zuckermolekül, üblicherweise mit einer Pentose, zu einem Nukleosid-Analogon und danach durch eine Phosphorylierung des Zuckers zu einem Nukleotid-Analogon umgewandelt werden.
Basenanaloga können, müssen aber nicht die Transkription behindern. Hier ist die Modifikation wichtig, ob sie sterisch mit der DNA-abhängigen DNA-Polymerase interferiert.

## Beispiele
- 5-Bromuracil (5-BU), 5-Fluoruracil (5-FU), 5-Hydroxymethyluracil oder 6-Methyluracil sind von Uracil abgeleitet, bei dem Wasserstoff durch Brom bzw. Fluor ersetzt ist. Durch Keto-Enol-Tautomerie ist 5-BU bzw. 5-FU dazu befähigt, sowohl mit Adenin zu paaren (in der Ketoform) als auch mit Guanin (in der Enolform). Dadurch können Transitionen  ausgelöst werden.

| Nukleobase | Methylderivat               | Fluorderivat   | Chlorderivat   | Bromderivat   |
| ---------- | --------------------------- | -------------- | -------------- | ------------- |
|            |                             |                |                |               |
| Cytosin    | 5-Methylcytosin             | 5-Fluorcytosin | 5-Chlorcytosin | 5-Bromcytosin |
|            |                             |                |                |               |
| Uracil     | 5-Methyluracil = Thymin (!) | 5-Fluoruracil  | 5-Chloruracil  | 5-Bromuracil  |
- 2-Aminopurin (2-AP) ist ein Isomer des Adenins (6-Aminopurin). Durch Imin-Enamin-Tautomerie ist 2-AP dazu befähigt, sowohl mit Thymin zu paaren (in der Aminoform) als auch mit Cytosin (in der Iminoform). Dadurch können Transitionen ausgelöst werden.

| Adenin | 2-Aminopurin             |
| Adenin | 2-Aminopurin (Isoadenin) |
- xDNA